# Jean-Claude Briavoine
Jean-Claude Briavoine (ur. 7 października 1934 roku) – francuski kierowca wyścigowy i rajdowy.

## Kariera
W 1977 roku Briavone po raz pierwszy wystartował w 24-godzinnym wyścigu Le Mans, w którym uplasował się na dziewiątej pozycji w klasie IMSA. Rok później był najlepszy w klasie GT +3.0. W 1981 roku uplasował się na trzeciej pozycji w Rajdzie Dakar. W kolejnych dwóch edycjach tego wyścigu plasował się na drugiej pozycji.